# Лабатю, Андре
Андре Лабатю (фр. André Labatut, 18 июля 1891 — 30 сентября 1977) — французский фехтовальщик, олимпийский чемпион, призёр чемпионатов мира.

## Биография
Родился в 1891 году в Бордо. В 1920 году стал серебряным призёром Олимпийских игр в Антверпене в командном первенстве на рапирах, а в личном зачёте стал 4-м.. В 1924 году завоевал две золотые медали Олимпийских игр в Париже. В 1928 году стал серебряным призёром Олимпийских игр в Амстердаме. В 1930 году завоевал бронзовую медаль Международного первенства по фехтованию в Льеже.
В 1937 году Международная федерация фехтования задним числом признала все проходившие ранее Международные первенства по фехтованию чемпионатами мира.